# Transtorno doloroso somatoforme
Transtorno doloroso somatoforme ou Transtorno doloroso persistente é uma neurose caracterizada por dor crônica desencadeada por estresse psicológico (somatização) desproporcional a qualquer lesão física. A dor muitas vezes é tão grave que impede o paciente de funcionar adequadamente (trabalhar, estudar, socializar, cuidar da casa). É considerada crônica quando dura mais de seis meses. O transtorno pode começar em qualquer idade, mas é mais frequente em mulheres e entre adolescentes ou idosos. Este transtorno muitas vezes começa depois de um acidente, doença ou trauma.

## Sintomas
A dor somatoforme não é imaginária, nem exagero nem simulada. A maioria das pessoas sofrem com dor somatoforme durante eventos muito estressantes de suas vidas, por exemplo, dor de cabeça associado ao excesso de trabalho, dor de barriga antes de uma prova difícil ou uma dor no peito ao fim de um relacionamento amoroso. Frequentemente essas dores são sintomas de outro transtorno psicológico como um transtorno de ansiedade, transtorno psicótico ou/e transtorno do humor.
Os sintomas mais comuns do transtorno doloroso são: 
- Sentimentos de desespero ou desesperança;
- Inactividade, passividade ou deficiência;
- Aumento da dor em períodos estressantes;
- Distúrbios do sono e fadiga;
- Relacionamentos infelizes;
- Impotência;
- Depressão e/ou
- Transtorno de ansiedade.

A dor é relatada como mais angustiante do que os exames físicos permitem explicar. O aspecto psicológico do transtorno doloroso pode ser demonstrado pelo modo que uma dor moderada torna-se mais dolorosa durante as consultas médicas, durante as visitas de enfermeiras e cuidadores e antes de atividades desagradáveis (como ir a escola, trabalhar ou visitar um parente). A dor melhora quando estão sozinhos ou com amigos, relaxados e em atividades agradáveis. Os sintomas pioram quando são muito avaliados, questionados e quando os pacientes são pressionados a funcionar apesar da dor. Por isso, qualquer tratamento psicológico e psiquiátrico demora para ter resultados e enfrenta muita resistência.

## Diagnóstico
O diagnóstico é de exclusão: primeiro deve-se excluir qualquer outra doença orgânica que possa causar dor. Para isso deve-se empregar exames de laboratório (como buscar Fator reumatoide e Anticorpo antinuclear) e de exames de imagem como tomografia computadorizada e ressonância magnética. Portanto deve-se investigar primeiro:
- Infecção (como herpes ou meningite)
- Trauma físico (como Fratura óssea ou entorse)
- Abuso de substâncias (como síndrome de abstinência de um sedante ou intoxicação com um excitatório)
- Neoplasias comprimindo nervos (como glioma ou carcinoma)
- Doenças neurológicas (como Epilepsia focal ou neuralgia)
- Doença autoimune (como Lúpus sistêmico ou artrite reumatoide)

Somente após investigar diversas outras causas e nenhuma lesão celular explicar a intensidade e frequência das dores, pode-se fazer um diagnóstico de transtorno doloroso somatoforme. A presença de doenças orgânicas não exclui esse diagnóstico. Frequentemente não se pode descartar completamente que a dor seja causada por outras doenças, mas a suspeita de outras causas não impede de tentar o tratamento psicológico. 
Critérios CID-10 para diagnóstico de transtorno doloroso somatoforme:
- A. O principal sintoma do quadro clínico é a dor localizada em uma ou mais áreas do corpo, com gravidade suficiente para merecer atenção médica.
- B. A dor provoca prejuízo clinicamente significativo em áreas sociais, ocupacionais ou outras áreas importantes da atividade do indivíduo.
- C. Os fatores psicológicos desempenham um papel importante no início, intensidade, exacerbação ou persistência da dor.
- D. O sintoma ou déficit não é simulado ou produzido intencionalmente (excluir: simulação e transtorno factício).
- E. A dor não é melhor explicada pela presença de um transtorno do humor, transtorno de ansiedade, transtorno psicótico e não atende aos critérios para dispareunia.

## Epidemiologia
Nos EUA, pelo menos uma vez por semana, entre 10 e 30% da população sofrem alguma dor sem causa determinada, como dores de cabeça, dor nas costas ou dores abdominais, e a incidência está aumentando com os anos. Pessoas de países mais coletivistas como Japão, China e México estão ainda mais propensos a sofrer transtornos dolorosos do que as de países individualistas como os EUA e a Suécia.
Adolescentes e mulheres que sofrem de dor crônica procuram tratamento com muito mais frequência que os homens. Os homens com dor crônica se auto-medicam mais. Dores inexplicáveis e mais incapacitantes são mais frequentes conforme as pessoas envelhecem. Normalmente, os mais jovens tem menos sintomas, comumente apenas dores abdominais ou dores de cabeça. Nos mais velhos, aumentam os locais de dor, sua intensidade e sua frequência. É mais frequente em pessoas com antecedente de violência física, psicológica e sexual.
No mundo estima-se que 1 a 4% sofrem com transtornos somatoformes, mas no hospital essa prevalência é de 10 a 20% dos pacientes internados. Geralmente são pessoas que visitam o hospital regularmente e fazem muitos exames, com muitas suspeitas diagnósticas, mas nenhum definitivo. O prognóstico é muito ruim.

## Tratamento
Quanto mais áreas de dor relatadas, mais difícil e demorado é o tratamento. O tratamento pode incluir a psicoterapia (terapia cognitivo-comportamental ou terapia analítico-comportamental), antidepressivos, estabilizantes de humor e AINEs . Antidepressivos e estabilizantes funcionam como analgésicos. TCC ajuda os pacientes a refletir sobre o que desencadeia sua dor, como reduzir sua dor, como lidar com situações estressantes e como seguir funcionando enquanto sente dor. Antidepressivo também reduzem a preocupação e ansiedade. Infelizmente, muitas pessoas se recusam a usar remédios psiquiátricos ou ir a psicólogo, por insistir que a causa de sua dor não é psicológica. Nesses casos outras técnicas utilizadas no manejo da dor crônica também podem ser úteis, como massagem, estimulação elétrica nervosa transcutânea, injeções de Botox nos pontos mais dolorosos, cirurgias ablativas, meditação, yoga, acupuntura, música e arte terapia.

## Prognóstico
O prognóstico é ruim, mesmo com várias abordagens diferentes as dores tendem a persistir e retornar muitas vezes. Os pacientes frequentemente desistem dos tratamentos mais eficientes (terapia e antidepressivos) porque não percebem resultados rápidos, completos e sem efeitos colaterais. Seguem alternando de tratamento alternativo em tratamento alternativo por muitos anos, com pequenas melhoras temporárias, mas sem resolver os problemas psicológico e desencadeantes ambientais a dor retorna e persiste por anos.